# Raid di Saint-Denis

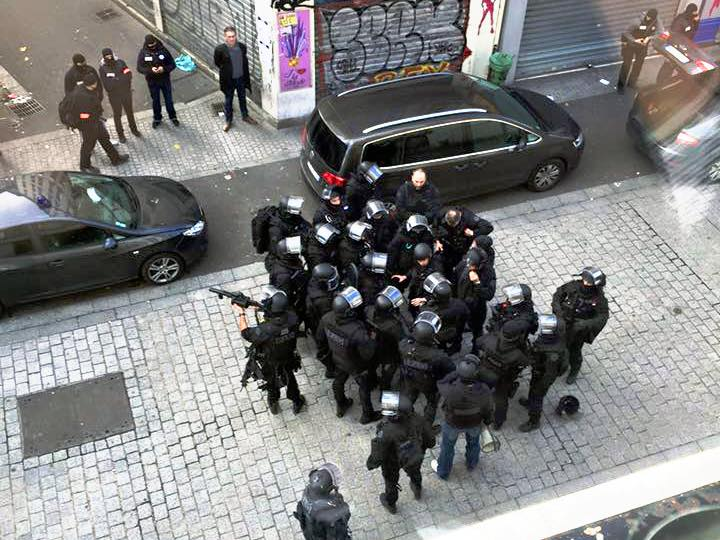
Poliziotti armati della R.A.I.D. si riuniscono a Rue de la République, vicino al luogo dell'operazione

Il raid di Saint-Denis ebbe luogo il 18 novembre 2015 nel dipartimento francese di Senna-Saint-Denis con l'obiettivo, da parte della polizia, di catturare i presunti organizzatori degli attacchi a Parigi, avvenuti cinque giorni prima.
L'assedio è durato 3 ore e mezza ed ha causato 3 morti e 10 feriti oltre che 8 arresti.

## Eventi successivi
Nel blitz sono morti 3 terroristi e altri tre sono stati arrestati.
Tre agenti sono rimasti feriti.